# Grube Hannoversche Treue
Die Grube Hannoversche Treue ist ein ehemaliges Eisenerzbergwerk im Peine-Salzgitter-Revier. Es lag an der Ostflanke des Salzgitter-Höhenzuges nördlich von Salzgitter-Bad bei den Stadtteilen Salzgitter-Engerode und Salzgitter-Calbecht. Die ersten Grubenfelder für den Abbau des Eisenerzes im Tagebau wurden 1856/57 verliehen. 1938 wurden vier Schächte angesetzt und 1939 wurde die Erzförderung aus dem Tiefbau aufgenommen. Wegen Absatzmangels wurde die Grube am 27. Mai 1967 stillgelegt.

## Geologie
Die Eisenerzlagerstätte erstreckt sich in nord–südlicher Richtung über eine Länge von 2,5 km und war 2,3 km breit. Die Mächtigkeit der Lagerstätte lag im oberen Bereich zwischen 15 und 30 m, nach Osten (in Richtung Salzgitter-Beinum) dünnte das Erzlager aus. Das Lager fiel vom Tagesausbiss im Westen mit durchschnittlich 55 Grad (60 gon) nach Osten ein, in zunehmender Tiefe verflachte es bis auf 20 Grad.
Im nördlichen Teil war die Lagerstätte durch mehrere taube Zwischenschichten in einzelne Lager geteilt, im südlichen Bereich hingegen gab es nur wenige taube Partien. Es handelte sich um ein tonig-oolothisches (Unterkreide-)Eisenerz mit einem Fe-Gehalt von 30–31 % bei 22–23 % SiO2 und etwa 5 % CaO. Das Raumgewicht des tonigen Erzes betrug 2,8 bis 2,9 Tonnen/m3.
Das Erz lag in Dogger- und Lias-Tonen auf, im Hangenden war es von wasserführendem Hilssandstein begleitet.
Diese Schichten waren mit dem Tiefenwasser aus der Beinumer Mulde verbunden, die wiederum in Kontakt mit dem Flachstöckheimer Salzstock stand. Mit zunehmender Teufe wurde das aus dem Hangenden kommende Wasser daher immer salzhaltiger. Da das in der Grube auftretende Wasser über Tag abgeführt wurde, bereitete der hohe Salzgehalt erhebliche Probleme.

## Tagebau Hannoversche Treue

### Vorläuferbergbau
In den Jahren 1856/57 wurden die ersten Grubenfelder im Gebiet des späteren Bergwerks Hannoversche Treue verliehen, dies waren die Felder Hannoversche Treue, Einigkeit, Gekrönte Hoffnung und Zuversicht. 1860/61 gingen diese in den Besitz der Gebrüder Röhrig in Braunschweig über. 1865 wurde noch das Grubenfeld Hinterlist verliehen. 1893 erwarb dann die Ilseder Hütte, zu der auch das Hochofenwerk in Groß Ilsede gehörte, diese Bergwerksfelder.
In geringem Umfang wurde der Tagebau Hannoversche Treue 1917 durch die Ilseder Hütte eröffnet. Die Förderung betrug anfänglich 200–250 Tonnen/Tag und war durch lange Stillstandszeiten unterbrochen. 1924 beschäftigte die Ilseder Hütte 48 Mann im Tagebau, die dort 44.289 Tonnen Erz förderten. 1925 stieg die Belegschaft auf 127 Mitarbeiter an, die Erzförderung auf 101.718 Tonnen. Vor der Stilllegung 1930 waren 12 Mann beschäftigt, die Förderung in diesem Jahr betrug nur noch 1260 Tonnen.
1922 wurden durch die Firma Anton Raky aus Salzgitter die Felder Fuchsberg 1, 2 und 3 gemutet. Diese gingen 1923 in den Besitz der Gewerkschaft Widukind über, die wiederum 1927 von den Vereinigten Stahlwerken übernommen wurde.
Im Oktober 1925 nahm die Ilseder Hütte bei Calbecht eine Erzsieberei (Sortieranlage) für die Erze des Tagebaus in Betrieb, in der auch die Erze der Ilseder Grube Georg-Friedrich bei Dörnten verarbeitet wurden. Zum Transport der Erze wurde von hier aus eine Bahnstrecke gebaut, die an ihrem Endpunkt im Lengeder Ortsteil Broistedt an die Reichsbahn angeschlossen war. Über diese Verbindung wurden die Erze zur Ilseder Hütte transportiert. Die Sieberei wurde 1940 stillgelegt.

### Tagebau 1934 bis 1948
Ab 1934 wurde von der nationalsozialistischen Regierung der Ausbau der deutschen Erzlagerstätten propagiert. Als offizielle Hauptargumente wurden Devisenersparnis und die Schaffung von Arbeitsplätzen genannt, in Wirklichkeit steckten aber rüstungswirtschaftliche Absichten hinter diesen Forderungen. Im Bereich der Hannoverschen Treue nahm die Ilseder Hütte in den südlichen Feldern des Tagebaus die Erzförderung wieder auf. 1936 wurden mit 106 Mann 75.676 Tonnen Erz gefördert. In der Zeit von Januar bis September 1937 waren es bereits 94.281 Tonnen.
Am 23. Juli 1937 trat die Verordnung über den Zusammenschluss von Bergwerksanlagen in Kraft. Im Salzgitter-Gebiet übernahmen die Reichswerke Hermann Göring zum 1. Oktober 1937 die Bergwerksaktivitäten der Vorbesitzer. Insgesamt 13 Grubenfelder aus dem vorherigen Besitz der Ilseder Hütte und der Vereinigten Stahlwerke wurden zum Grubenfeld Hannoversche Treue zusammengefasst. Das Feld erstreckte sich nun von Salzgitter(-Bad) im Süden bis nach Calbecht und Engerode im Norden und überdeckte eine Fläche von 13,45 km2.
Schätzungen gingen davon aus, dass im Tagebau etwa 2,3 Mio. m3 Erz gewonnen werden konnten. Unter der Voraussetzung, dass das Verhältnis zwischen Abraum und dem darunter anstehenden Erz etwa bei 1:1 liegen sollte, ergab sich für den Tagebaugraben eine Tiefe von 50 m. Tiefer anstehendes Erz sollte im Tiefbau gewonnen werden. Insgesamt mussten 2,5 Mio. m3 Abraum über dem Erz abgetragen werden. Diese Arbeiten wurden zunächst an Fremdfirmen vergeben – bis Ende 1938 hatten diese die Hälfte der anstehenden Abraumarbeiten erledigt. Hierzu waren insgesamt fünf Dampfbagger und 17 Schmalspurloks eingesetzt. Der Abraum wurden südlich des Tagebaus abgekippt, ein Teil wurde von einer nahegelegenen Ziegelei genutzt. Ab 1939 übernahmen die Reichswerke die Fortführung der Abraumarbeiten.
Die Erzförderung konnte in der darauffolgenden Zeit erheblich erhöht werden. Bereits im letzten Quartal 1937 war diese auf 40.038 Tonnen gestiegen (gegenüber 94.281 Tonnen in den ersten drei Quartalen). In den folgenden Jahren wurden zum Erzabbau ein Dampf- und drei Diesellöffelbagger eingesetzt, den Transport übernahmen sieben Schmalspurloks. Damit konnten die Tagesfördermenge auf bis zu 6000 Tonnen gesteigert werden. 1938 wurden mit einer Belegschaft von 339 Mann bereits 319.900 Tonnen gefördert, das Maximum wurde 1941 mit 429.600 Tonnen erreicht. In den folgenden Jahren ging die Förderung wieder zurück und 1944 wurden nur noch 98.200 Tonnen abgebaut. Die Belegschaftsstärke lag während des Krieges zwischen 220 und 250 Mann.
Im April 1945, nach dem Einmarsch der Amerikaner in Salzgitter, wurde der Betrieb eingestellt. Erst im Winter 1946 wurden die Arbeiten im Tagebau wieder aufgenommen. Die Fördermengen erreichten in den Jahren 1946 und 1947 noch einmal 117.800 bzw. 110.000 Tonnen. Aber schon 1948 war der Tagebau ausgeerzt und wurde aufgegeben. Insgesamt wurden im Tagebau Hannoversche Treue seit der Mitte des 19. Jahrhunderts 2,86 Mio. Tonnen Erz gefördert, davon 2,36 Mio. Tonnen in der Zeit von 1937 bis 1948.

## Tiefbau Hannoversche Treue

### Vorbereitungen für Tiefbau ab 1937 bis 1966
Nach dem Zusammenschluss der Bergwerksanlagen zur Schachtanlage Hannoversche Treue im Oktober 1937 wurden die Planungen für den Tiefbau aufgenommen. Diese sahen vor, die Schächte im Hangenden des Lagers am ausgehenden Erzlager bzw. an erzarmen Stellen abzuteufen. Nach Auswertung der Erkundungsbohrungen wurde folgendes Konzept festgelegt:
- Aus verkehrstechnischen Gründen wird auf den ursprünglich geplanten Schacht 1 zwischen Beinum und Groß Mahner verzichtet.
- Zur Erzförderung, zum Materialtransport und zur Wasserhaltung wird nahe der Ortschaft Calbecht der Schacht 2 abgeteuft.
- Um einen schnelleren Aufschluss des Erzlagers zu ermöglichen, wird am östlichen Rand des Tagebaugebietes der Schacht 3 abgeteuft. Dieser Schacht enthält Anlagen für die Erzförderung, die Seilfahrt und den Materialtransport und übernimmt vorerst die Funktion des Hauptförderschachtes. Nach Abbau der oberen Sohlen soll dieser Schacht wieder abgeworfen werden.
- Im nördlichen Bereich der Lagerstätte (bei Engerode) wird der Schacht Nord niedergebracht, der als Wetterschacht dienen soll.
- Im südlichen Bereich der Lagerstätte wird der Schacht Süd niedergebracht, der die Aufgabe eines Wetter- und Hauptseilfahrtschachtes übernehmen soll.
- Die Sohlenansatzpunkte liegen bei 80 m, 160 m, 240 m, 360 m und 480 m – gemessen ab Rasenhängebank des Schachtes 2.

In Vorbereitung für einen Tiefbau unter dem Tagebaugebiet musste der Tagebau teilweise verkippt werden. Hierzu wurde auf die Sohle des Tagebaus zunächst eine dicke Lage aus Halbhölzern und Schwarten – später auch abgelegten Förderseilen – verlegt. Auf eine abschließende Abdeckung mit Maschendraht wurde eine 6–8 m starken Tonschicht aufgebracht, diese wurde dann bis zu einem Niveau von 130 m NN mit Waschbergen aus der Erzvorbereitung und später auch mit Hochofenschlacke überdeckt.

### Bau der Schachtanlagen

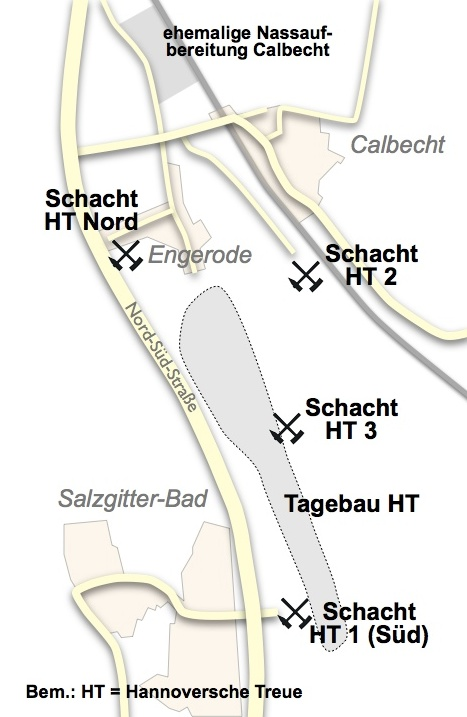
Karte der Anlagen des Eisenerzbergwerks Hannoversche Treue

Um die Tiefbauförderung möglichst schnell aufnehmen zu können, wurden die ersten Arbeiten für den Schacht Hannoversche Treue 3 bereits im Januar 1938 begonnen. Die eigentlichen Abteufarbeiten durch die Firma Fröhlich und Klüpfel aus Wuppertal-Barmen wurden am 1. März 1938 aufgenommen. Dieser Schacht lag im Hangenden am östlichen Rand des Tagebaugebietes. Im Februar 1939 wurden die Arbeiten bei einer Endteufe von 282,6 m abgeschlossen. Der Schacht hatte einen Durchmesser von 5 m. Bis zur Fertigstellung des Großschachtes 2 sollte hier die Erzförderung erfolgen, weiter diente er der Seilfahrt und wurde anfänglich auch als Wetterschacht genutzt. Über Tage errichtete man eine Verladestation, von der aus das Erz über eine Normalspurbahn nach Calbecht transportiert wurde; ferner eine Waschkaue, mehrere Werkstattgebäude und ein Fördermaschinenhaus. Mitte Juli 1939 wurde hier das erste Erz aus dem Tiefbau gefördert.
Ebenfalls im März 1938 wurden durch die Firma C. Deilmann aus Dortmund die Abteufarbeiten für den Großschacht Hannoversche Treue 2 aufgenommen. Dieser war als Hauptförderschacht vorgesehen und erhielt – wie alle anderen Großschachtanlagen – einen Durchmesser von 6,75 m. Anfang Oktober 1939 wurde die vorgesehene Endteufe von 502,2 m erreicht. Parallel dazu begann der Bau der Tagesanlagen – hierzu gehörten Werkstätten, Magazin, Verwaltungsgebäude und die Schachtanlage mit Kompressoren- und Fördermaschinenhaus. Der Abteufturm wurde durch ein 41 m hohes Fördergerüst ersetzt, und es wurde eine Skip- und Gestellförderung eingerichtet. Bis Mitte 1942 waren die drei Hauptsohlen im Gegenortbetrieb aufgefahren worden. Kriegsbedingt verzögerte sich die Fertigstellung der Tagesanlagen, so dass Schacht 2 den Förderbetrieb erst Anfang 1943 aufnehmen konnte.
Der Schacht Hannoversche Treue Süd (1952/53 in Schacht 1 umbenannt) wurde im Liegenden der Lagerstätte, an deren südlicher Begrenzung angesetzt. Der Schacht wurde mit 4 m Durchmesser durch die Firma G. W. Wagener aus Essen abgeteuft. Die Arbeiten wurden im Juni 1938 aufgenommen, im April 1939 wurde die Endteufe von 264 m erreicht. Der Schacht diente anfänglich nur der Wetterführung, nach dem Ausbau von 1952 auch der Seilfahrt. Über Tage wurde ein Fördermaschinenhaus gebaut. Die Vorgängergesellschaft Ilseder Hütte hatte hier zwischen 1934 und 1937 Gebäude für den Tagebaubetrieb errichtet, die nun zur Einrichtung von Werkstätten, Kauen und Magazin übernommen wurden.
Mit dem Schacht Süd wurde ab September 1938 auch der Schacht Hannoversche Treue Nord abgeteuft. Der Schacht wurde durch die Gewerkschaft Wisoka (Unna) im Liegenden der Lagerstätte am westlichen Ortsrand von Engerode niedergebracht. Der Schacht diente der Wetterführung und hatte einen Durchmesser von 4 m. Im Mai 1939 erreichte man die Endteufe von 266,8 m. Als Tagesanlagen wurden Betriebs-, Verwaltungs- und Kauengebäude erstellt, diese Arbeiten wurde 1941/42 abgeschlossen. 1947 wurde der hölzerne Abteufturm durch ein Maschinenhaus ersetzt, das direkt über dem Schacht stand. Unter Tage wurde zunächst nur die 3. Tiefbausohle bei 240 m aufgefahren, mit dem Vortrieb der beiden anderen Sohlen wurde erst 1942 begonnen.

### Förderbetrieb 1939 bis 1945

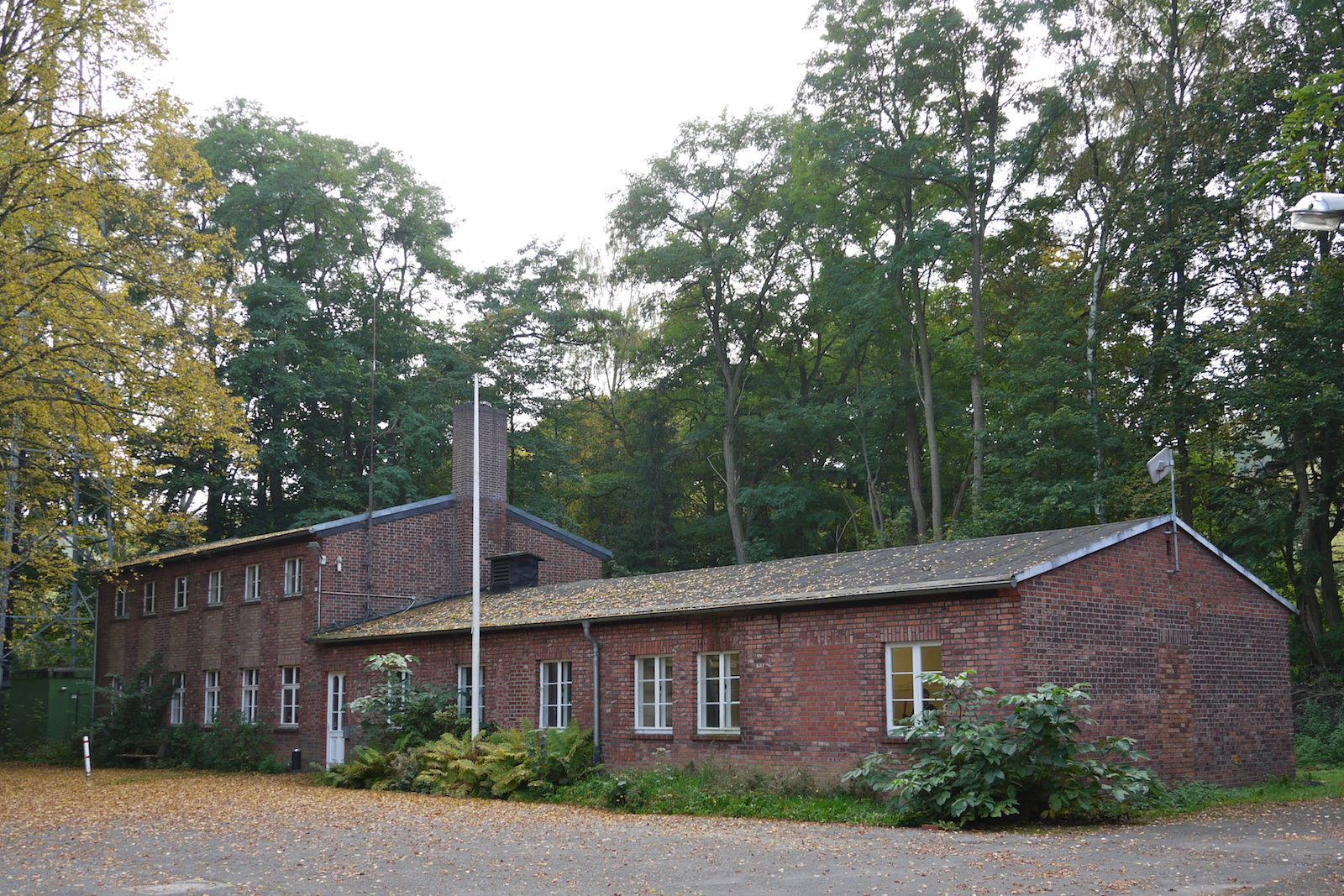
Schacht Nord – ehemaliges Knappschaftsgebäude und Werkstatt

Gleichzeitig mit dem Niederbringen der Schächte wurde unter Tage mit Hochdruck daran gearbeitet, die söhligen Strecken voranzutreiben. Bereits 1939 wurden 5200 m Strecken aufgefahren und bis zum Spätsommer 1941 waren etwa 1310 m seigere Tagesschächte und 19.500 m Strecken erstellt worden. Ende 1940 waren die drei oberen Sohlen fertiggestellt und alle Schächte miteinander verbunden. Nach insgesamt vierjähriger Planungs- und Bauzeit war damit der Ausbau der Grube im Wesentlichen beendet.
Für den Aufbau des Bergwerks war die Belegschaft erheblich aufgestockt worden. 1937 waren im Tagebau 200 Mann eingesetzt, 1939 waren es bereits 1352 Mann (Tagebau und Tiefbau), die höchste Belegschaftsstärke wurde 1940 mit 1655 Mann erreicht, davon waren etwa 1300 Mann im Tiefbau eingesetzt. Mit Abschluss des Ausbaus gingen die Belegschaftszahlen dann wieder zurück, so waren 1944 nur noch 959 Mann beschäftigt.
Als Abbauverfahren wurde anfänglich der streichende Scheibenbruchbau mit künstlicher Firste eingesetzt. Mit dem Abbau begann man an der südlichen Baugrenze und setzte diesen unterhalb des bereits ausgeerzten Tagebaus in Richtung Norden fort. Als Leistung wurden unter Tage 13 Tonnen Erz pro Mann und Schicht erreicht, die Gesamtleistung der Grube lag bei 4 Tonnen pro Mann und Schicht. Dieses Abbauverfahren wurde bis zur Betriebseinstellung bei Kriegsende beibehalten.
Die Förderung aus dem Tiefbau stieg in den ersten Jahren beständig an. Nach Aufnahme des Betriebes im Sommer 1939 wurden im folgenden Jahr bereits 309.100 Tonnen Erz gefördert. 1942 waren es 456.700 Tonnen und damit erstmals mehr, als im Tagebau gefördert wurde. Die höchste Jahresförderung des Tiefbaus vor Kriegsende wurde 1944 mit 643.800 Tonnen erreicht. Im April 1945 – nach dem Einmarsch der Amerikaner in Salzgitter – wurde die Förderung eingestellt. Ende 1945 begann man, das Grubengelände wieder zu sümpfen.

### Förderbetrieb ab 1946 bis 1966

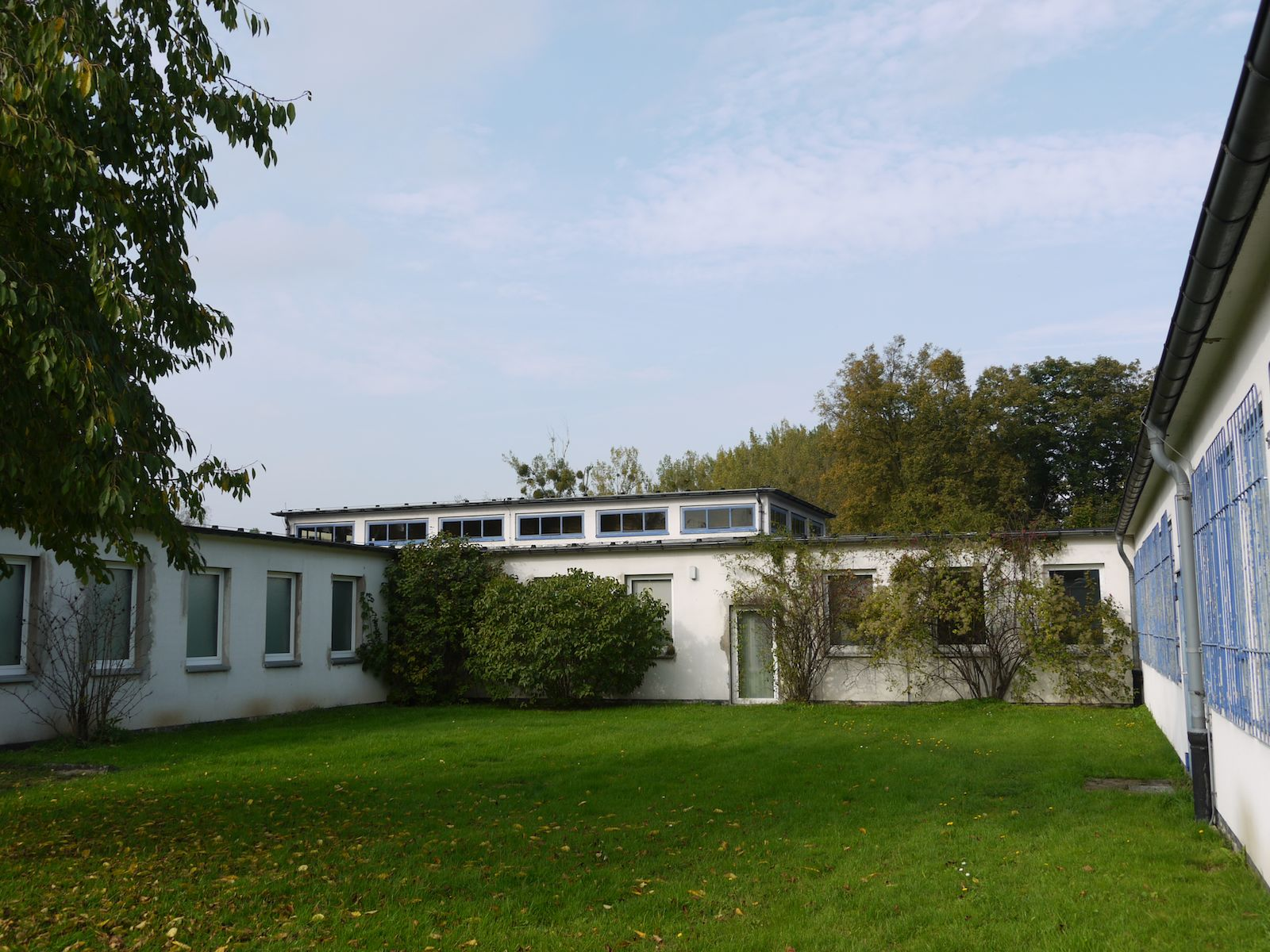
Schacht 1 (Süd) – Innenhof der ehemaligen Tagesanlagen

Im Frühjahr 1946 wurde der Förderbetrieb wieder aufgenommen. Das anfänglich angewendete Abbauverfahren des streichende Scheibenbruchbaus war schon zuvor mit zunehmender Teufe immer unwirtschaftlicher geworden, da vermehrt Ton- und Schlammeinbrüche auftraten. So entschloss man sich bei Wiederaufnahme der Förderung zur Einführung eines neuen Abbauverfahrens. Anstelle des Scheibenbruchbaus setzte man fortan den streichenden Weitungsbau ein. Dies Verfahren wurde dann bis zur Stilllegung angewendet. Eine weitere Änderung gab es beim Ausbau der Hohlräume. Bisher hatte man noch Holzausbau betriebenen, dies konnte aber wegen des in zunehmender Tiefe steigenden Gebirgsdrucks nicht mehr fortgeführt werden. Hier wurden in Zusammenarbeit mit den Herstellerfirmen für den Ausbau nachgiebige Stahlbausegmente entwickelt, die bis zum Ende der Betriebszeit eingesetzt wurden.
In den ersten Nachkriegsjahren stieg die Förderung nur langsam wieder an. Dies lag sowohl am Mangel an qualifizierten Arbeitskräften als auch an den fehlenden Absatzmöglichkeiten. Erst 1952 erreichte die Belegschaftsstärke mit 814 Mann einen vorläufigen Höchststand der Nachkriegszeit. In diesem Jahr war die Förderung des Tiefbaus von 153.100 Tonnen im Jahr 1947 auf 838.700 Tonnen angestiegen. Die höchste Fördermenge erreichte der Tiefbau 1956 mit 1.057.603 Tonnen. Von 1959 an nahm die Förderung stetig ab, waren es in diesem Jahr noch 977.900 Tonnen, so wurden 1965 – im vorletzten Jahr – nur noch 661.800 Tonnen zu Tage gebracht.
Als 1952/53 der Abbau den Sicherheitspfeiler von Schacht 3 erreicht hatte, wurde Schacht 2 zum neuen Hauptförderschacht und Schacht Süd (jetzt Schacht 1 genannt) zum Hauptseilfahrtschacht bestimmt. Für einen direkten Zugang auch von den tieferen Sohlen aus wurde Schacht 1 weiter abgeteuft. Die Arbeiten hierzu begannen im November 1952, mussten aber wegen auftretender Schwimmsände im März 1953 bei einer Teufe von 333 m abgebrochen werden. Entgegen der Planung konnte der Schacht von den tieferen Sohlen nur noch über Blindschächte erreicht werden. Am Konzept, diesen Schacht als Hauptseilfahrtschacht zu nutzen, wurde aber festgehalten. In dieser Zeit wurden die Übertageanlagen von Schacht 1 durch Neubauten ersetzt, auch wurde das immer noch genutzte hölzerne Fördergerüst durch eine Stahlkonstruktion ersetzt.
Schacht 3, der ja bis 1952 als Förderschacht diente, wurde noch eine Zeit für die Zwischenförderung zur 2. Sohle genutzt. Am 19. Januar 1956 wurde dieser Schacht dann aufgegeben und das Fördergerüst sowie sämtliche Übertageanlagen wurden abgerissen. 1965 wurde aus Rationalisierungsgründen die Seilfahrt von Schacht 1 nach Schacht 2 verlegt. Schacht 1 wurde daraufhin stillgelegt und verfüllt.

### Stilllegung 1966/67

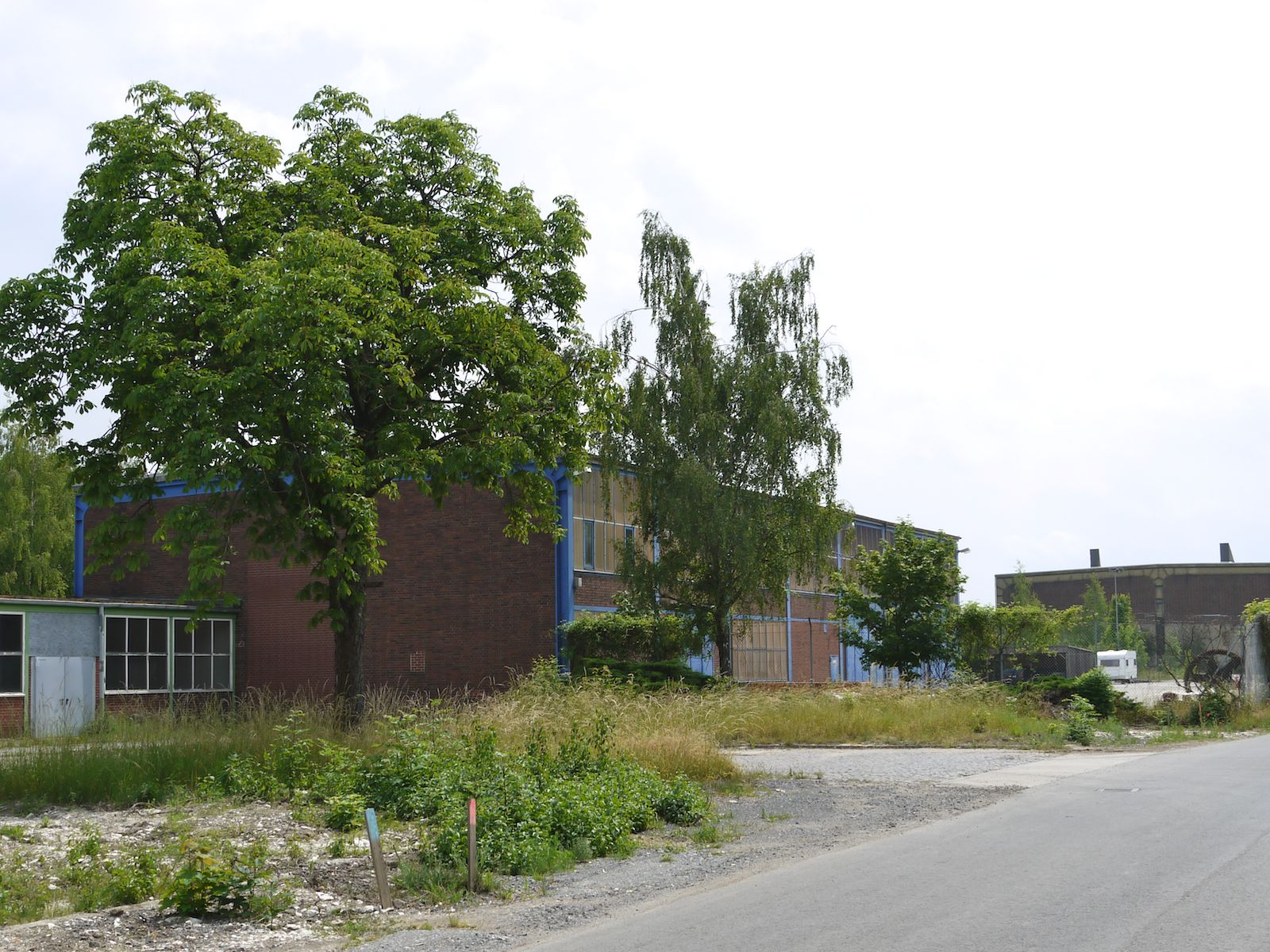
Schacht 2 – Ehemalige Werkstätten (vorn) und Fördermaschinenhaus. Zwischen den Gebäuden war der Schacht mit dem Fördergerüst.

Die Erzförderung hatte 1956 ihren Höchststand mit 1,06 Mio. Tonnen Roherz erreicht, als Belegschaft waren zu dieser Zeit 812 Mann angelegt (eingestellt). Von 1959 nahm die Förderung ständig ab, Hauptgründe waren ein anhaltender Verfall der Erzpreise und die schwindende Nachfrage nach Salzgitter-Erzen. 1965 wurden daher nur noch 661.800 Tonnen gefördert, die Belegschaftsstärke war in diesem Jahr auf 397 zurückgegangen. Im März 1966 gab die Salzgitter Erzbergbau AG die für das nächste Jahr geplante Stilllegung der Grube bekannt.
Im Sommer 1966 wurden die Ausbau- und Vorrichtungsarbeiten eingestellt und ein Teil der Belegschaft wurde auf die Gruben Haverlahwiese und Konrad verlegt. Als es Anfang November 1966 zu verstärktem Einbruch von stark salzhaltigen Wässern kommt, wurde beschlossen, die wegen Absatzmangels ohnehin geplante Stilllegung des Bergbaubetriebes vorzuziehen.
In der Nacht vom 17. zum 18. November setzten dann starke Wasserzuflüsse aus den Hangendschichten ein, so dass die unteren Sohlen nicht mehr befahren werden konnten. In den folgenden Monaten wurden noch Rückgewinnungsarbeiten durchgeführt. Der letzte Förderwagen verließ die Grube am 27. Mai 1967.
Während der gesamten Betriebszeit wurden im Tiefbau 16,5 Mio. Tonnen gefördert. Bis zum Spätsommer 1967 wurden noch Ausraubungsarbeiten durchgeführt, danach ließ man die Grube langsam mit Wasser volllaufen. In der Folgezeit wurden auch die Schachtgerüste abgebrochen und die Schächte 2 und Nord mit Waschbergen aus der Nassaufbereitung verfüllt.

### Grubenunglücke auf Hannoversche Treue

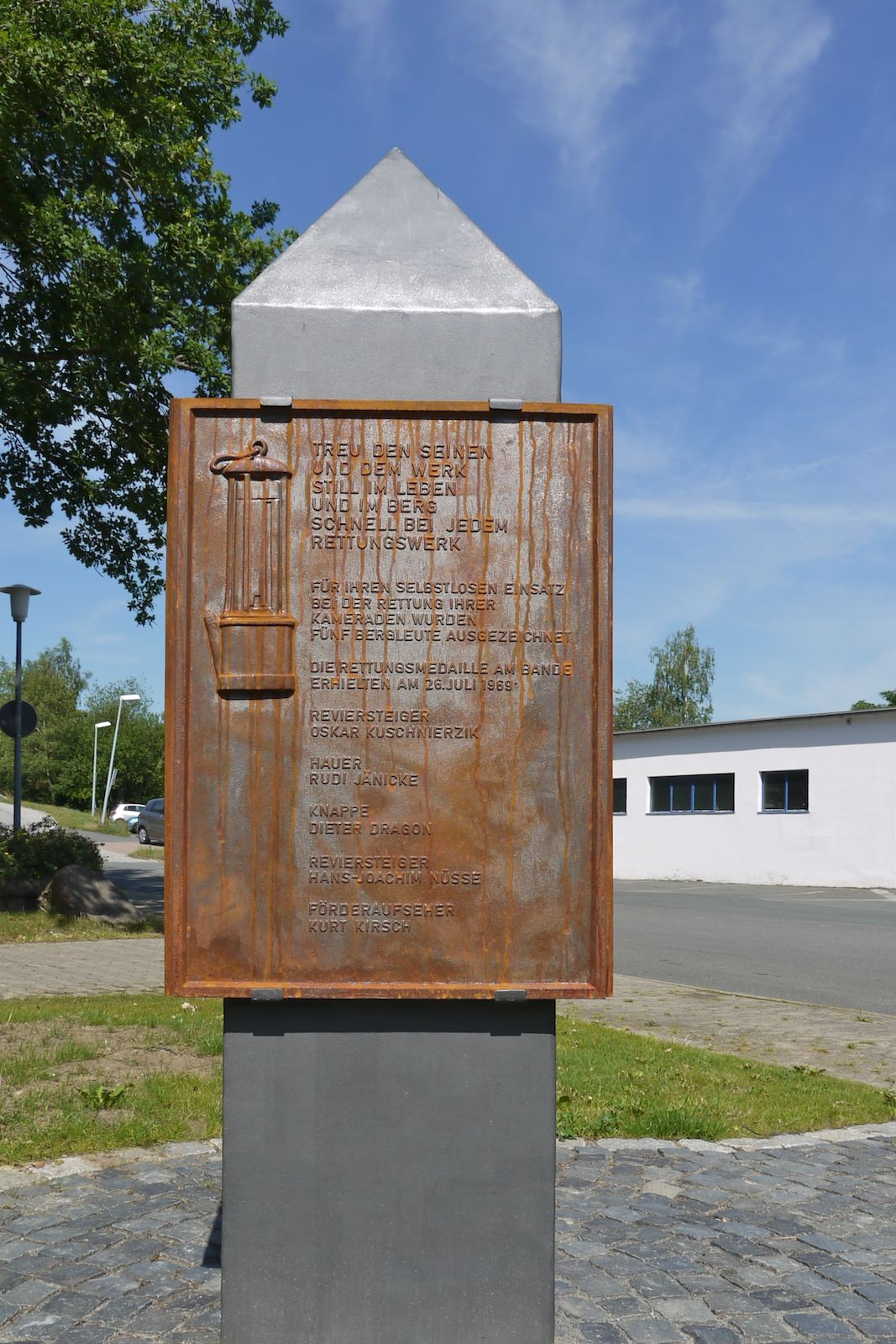
Schachtanlage Hannoversche Treue 1 – Gedenkstele zum Grubenunglück von 1960

#### 1957
Am 4. Februar 1957 kam es auf der 2. Sohle zu einer Methangasverpuffung. Untersuchungen zur Ursache ergaben, dass das Gas aus organischen Abfällen einer im ehemaligen Tagebau eingerichteten städtischen Müllkippe stammte. Diese wurde daraufhin geschlossen. Bei diesem Unglück gab es keine Verletzten und keine großen Schäden.

#### 1960
Am 19. Juli 1960 kam es zu einem schweren Brandunglück, bei dem 33 Bergleute durch CO–Vergiftung starben. Die Brandmeldung war um 7:17 Uhr beim Betriebsführer eingegangen und es wurde Großalarm ausgelöst – insgesamt kamen 21 Grubenwehren zum Einsatz. Die späteren Untersuchungen ergaben, dass ein Lehrhauer aus Langeweile mit seiner Grubenlampe an einem Pappkarton gezündelt hatte. Als andere Bergleute nahten, löschte er das Pappstück, warf es gegen eine aus Stoff bestehende Wetterblende und entfernte sich. Die Wetterblende geriet durch das noch glimmende Pappstück in Brand, der dann auf den Holzausbau übergriff. Die Rauchschwaden zogen in die Abbaue der höher gelegenen Sohlen, aus denen sich viele Bergleute nicht mehr retten konnten. Gegen den 17-Jährigen wurde Anklage wegen fahrlässiger Tötung und Körperverletzung erhoben, das Hauptverfahren jedoch durch die Jugendkammer des Landgerichtes Braunschweig nicht eröffnet. Ein 34-jähriger Bergmann, der den Brandgeruch wahrgenommen, aber nichts unternommen haben soll, wurde der Beihilfe beschuldigt.
Die Reviersteiger Kuschnierski und Nüsse erhielten am 26. Juli 1962 die Niedersächsische Rettungsmedaille. Im Jahre 1969 erhielten fünf Bergleute ebenfalls die Rettungsmedaille.
Zum Gedenken an dieses Grubenunglück stellte die Stadt Salzgitter am 22. Juni 2011 auf dem Gelände des ehemaligen Schachtes 1 (Süd) eine Gedenkstele auf.
In Folge des Unglücks wurden die Sicherheitsbestimmungen verschärft, Rauchen unter Tage und der Gebrauch offenen Geleuchts verboten sowie zunehmend Holz- durch Stahlausbau ersetzt.

#### Maßnahmen zur Verhinderung weiterer Unglücke
Infolge dieses Unglücks wurden zu Beginn des Jahres 1961 die auf vielen Gruben des Salzgitter-Erzbergbaus üblichen Karbidlampen durch elektrische Akkumulator-Kopflampen ersetzt. Weiterhin wurde ein generelles Untertage-Rauchverbot erlassen und Holzausbau durch Eisenausbau ersetzt bzw. mit feuerhemmenden Chemikalien behandeltes Holz eingesetzt.
Während der gesamten Betriebszeit verloren in der Grube 52 Bergleute ihr Leben.

## Heutige Nutzung (Stand 2010)

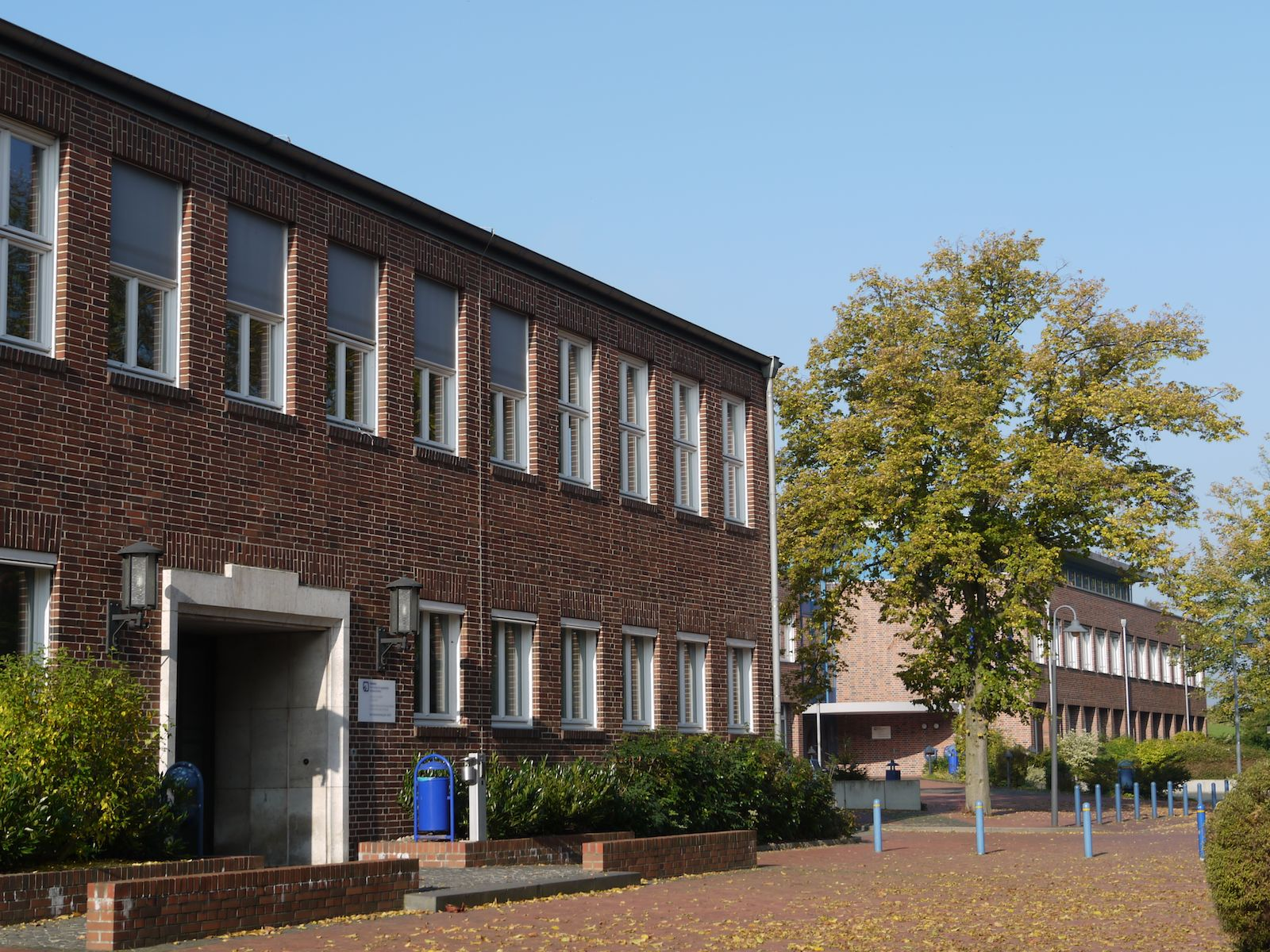
Schachtanlage 2 – links ehemaliges Verwaltungsgebäude, im Hintergrund Gebäude der Ostfalia-Hochschule

Die Tagesanlagen des Schachtes Hannoversche Treue Nord bei Engerode sind noch erhalten. Sie wurden durch die Stadt Salzgitter übernommen und werden heute von der Freiwilligen Feuerwehr und der Dorfgemeinschaft Engerode genutzt.
Von den Tagesanlagen des Schachtes 2 bei Calbecht wurden nach der Stilllegung das Schachtgerüst und die Schachthalle abgerissen, alle übrigen Gebäude blieben erhalten. Das große Verwaltungs- und Kauengebäude wird seit Anfang der 1990er Jahre durch die Fachhochschule Braunschweig/Wolfenbüttel genutzt.
Auf dem Gelände des Schachtes 1 im Norden von Salzgitter-Bad blieben bis auf das Fördergerüst alle Gebäude erhalten. Die Anlagen wurden 1974 von der Stadt Salzgitter erworben und beherbergen heute den städtischen Bauhof und das Stadtarchiv.